# Acolutha imbecilla
Acolutha imbecilla là một loài bướm đêm trong họ Geometridae.